# 巴约 (帕拉伊巴州)
巴约（葡萄牙語：Bayeux）是巴西帕拉伊巴州的一个市镇。总面积32平方公里，总人口92891人，人口密度2902.8人/平方公里。